# وج
وج، اگیر ترکی یا سوسن صغیر (نام علمی: Acorus calmus)، نوعی گیاه خودرو است که در کنار رودخانه‌ها و جریان‌های آبی می‌روید و دارای ریزوم افقی و استوانه‌ای شکل، برگ‌های متناوب و دارای غلاف، باریک و دراز به طول ۵۰ تا ۶۰ سانتیمتر و دارای ۲ لبه نسبتاً تیز است. میوه‌های آن دارای ۳ سطح مشخص، محتوی ۳ دانه و محصور در کاسه گل است.اسانس این گیاه در بازار بنام عطر سوسن زرد موسوم است.

## سمی بودن
اگر چه از وج به خاطر عطر آن استفاده می‌شود، اما تحقیقات بالینی دقیق در مورد آن صورت نگرفته‌است. با این حال مواردی از مسمومیت، تهوع شدید و درازمدت طی چند ساعت پس از مصرف خوراکی آن گزارش شده‌است. مطالعات آزمایشگاهی بر روی عصاره‌های آن، شکل‌های دیگری از سمی بودن این گیاه را نشان می‌دهد.